# Pauluskirche (Ludwigshafen)

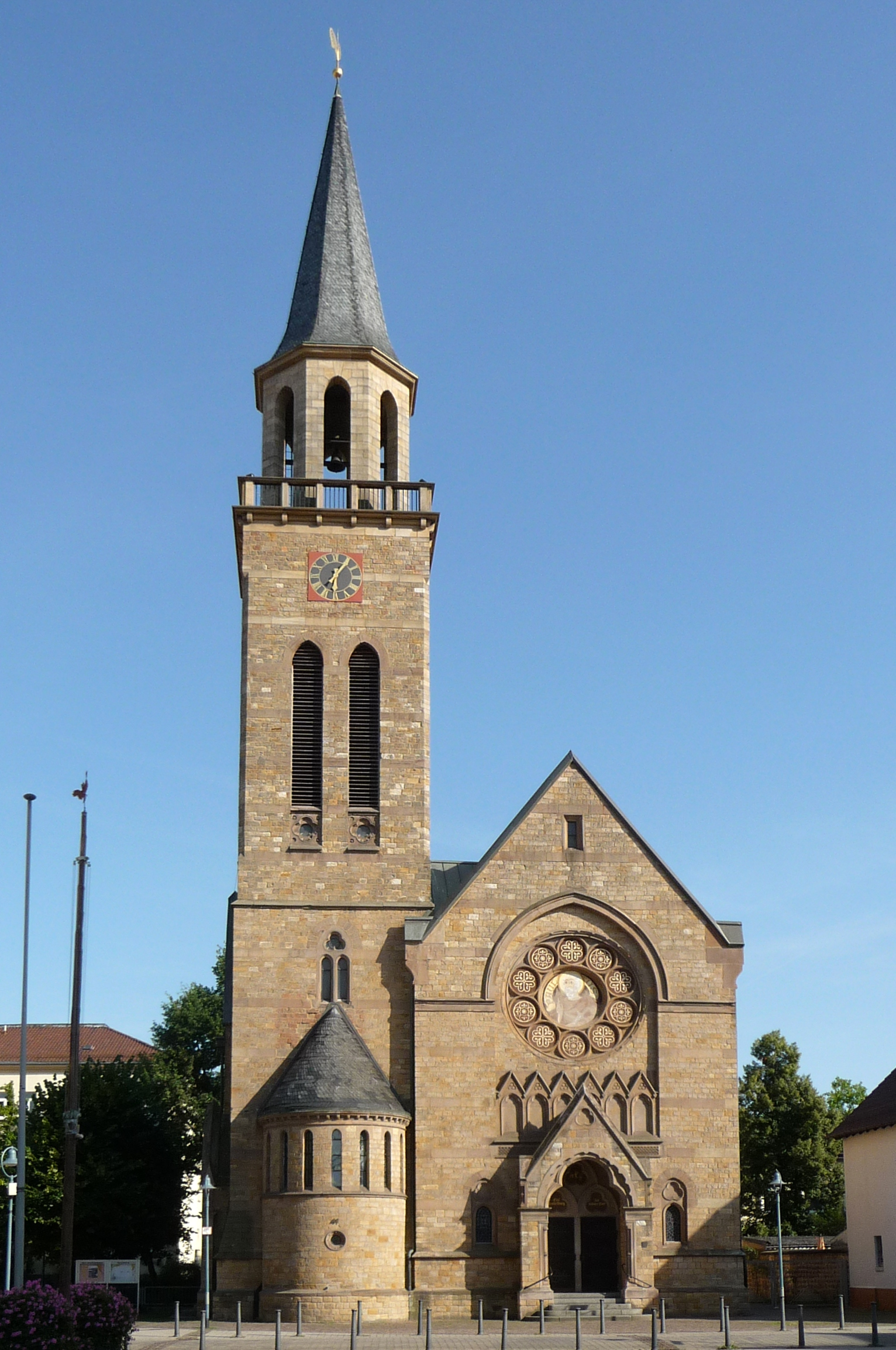
Pauluskirche

Die Pauluskirche ist eine evangelische Kirche im Ludwigshafener Stadtteil Friesenheim. Sie wurde zwischen 1901 und 1902 nach den Plänen von Franz Schöberl erbaut.

## Geschichte
Der Ortsteil Friesenheim wurde erstmals 771 erwähnt, eine Kirche erstmals 1238. Kurfürst Ottheinrich führte 1556 in der Kurpfalz die Reformation ein. Bei der Pfälzischen Kirchenteilung 1705 wurde die Kirche jedoch den Katholiken zugeschlagen. Zwischen 1771 und 1780 baute die reformierte Gemeinde eine eigene Kirche. An deren Stelle entstand zu Beginn des 20. Jahrhunderts die heutige Pauluskirche. Am 12. Oktober 1902 konnte deren Einweihung gefeiert werden. Nach Beschädigungen durch die Explosion des Oppauer Stickstoffwerkes der BASF 1921 wurde Kirche bis 1923 restauriert.
Im Zweiten Weltkrieg trafen Phosphorbomben 1944 die Kirche, setzten den Turm in Brand und brachten das Gebäude zum Einsturz. Nach dem Krieg erfolgte ein notdürftiger Wiederaufbau und eine neue Einweihung am 7. März 1948. Im Juli zerstörte wieder eine Explosion bei der BASF - Explosion in der nahegelegenen Chemiefabrik BASF - Dach und Fenster. 1951 setzte eine defekte Gasheizung die Kirche in Brand. Der Wiederaufbau nach den Plänen von Helmut Fücker schloss mit der Einweihung am 12. Oktober 1952 ab. Zwischen 1977 und 1979 fanden Renovierungsarbeiten statt.

## Beschreibung

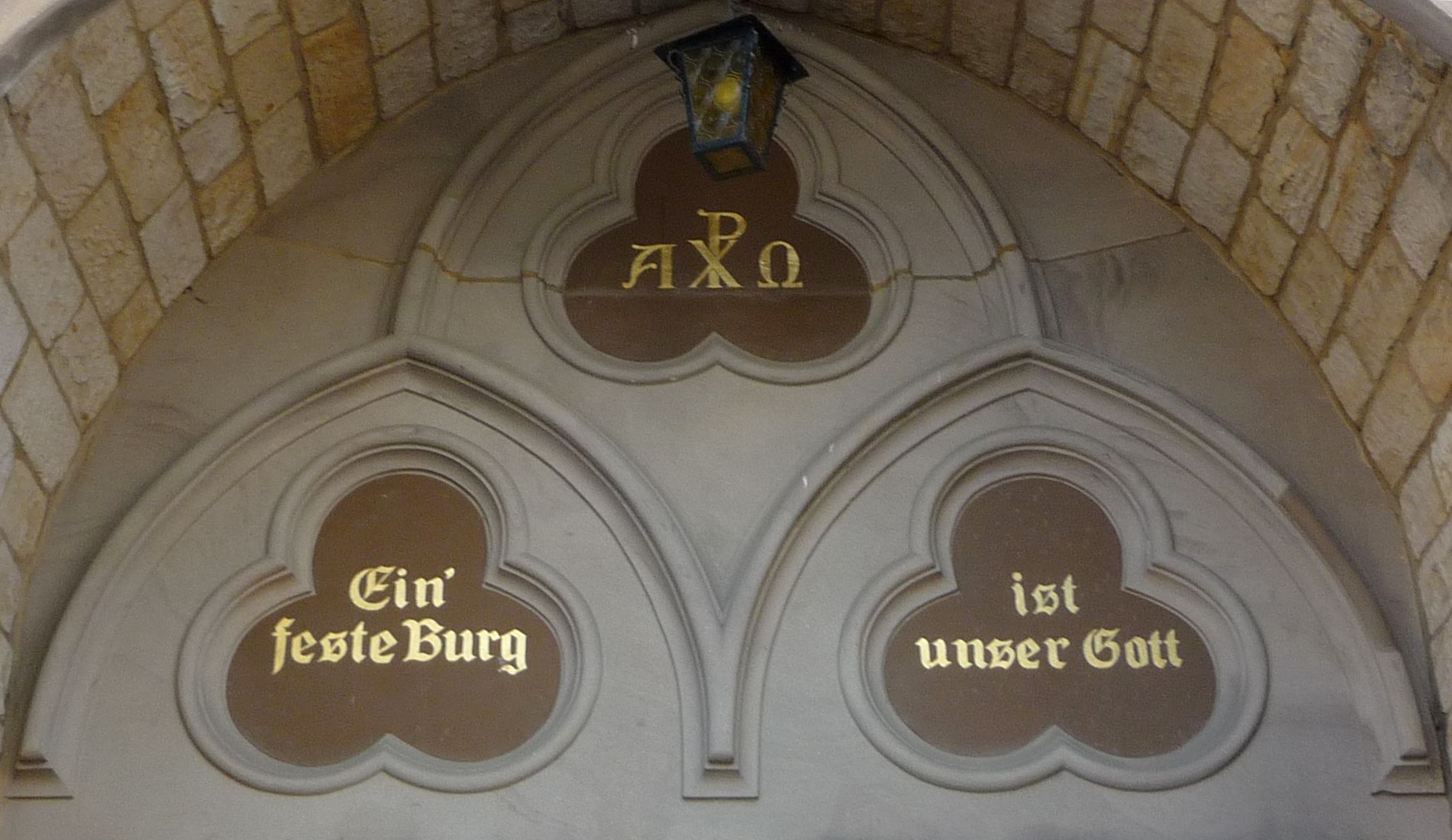
Inschrift Hauptportal

Die Pauluskirche steht im historischen Ortskern Friesenheims beim Rathaus. Der Architekt Franz Schöberl errichtete eine neugotische Kirche. Nach dem Krieg wurde die Spitze des 45,40 Meter hohe Turms jedoch in veränderter Form wiederaufgebaut. Der Sandsteinquaderbau ist mit einem Walmdach bedeckt. Die Hallenkirche besitzt zwei Schiffe. Der gewölbte Chor ist eingezogen und hat einen rechteckigen Grundriss.
Im Tympanon des Hauptportals findet sich ein Zitat Martin Luthers: „Ein feste Burg ist unser Gott“. Die Kirchenfenster stellen in einem Bilderzyklus Geschichten aus der Bibel und der Pauluskirche dar. Die Orgel wurde 1997 von der Orgelbauwerkstatt Orgelbau Mühleisen  erbaut und verfügt über 30 Register, verteilt auf drei Manualen und Pedal. Das Geläut besteht aus sechs Glocken der Gießerei Albert Junker:
| Jahr | kg    | Ton  |
| ---- | ----- | ---- |
| 1954 | 1.801 | cis1 |
| 1954 | 1.090 | e1   |
| 1954 | 501   | gis1 |
| 1954 | 420   | h1   |
| 1954 | 300   | cis2 |
| 1954 | 207   | dis2 |